# Corps des cadets d'Oriol

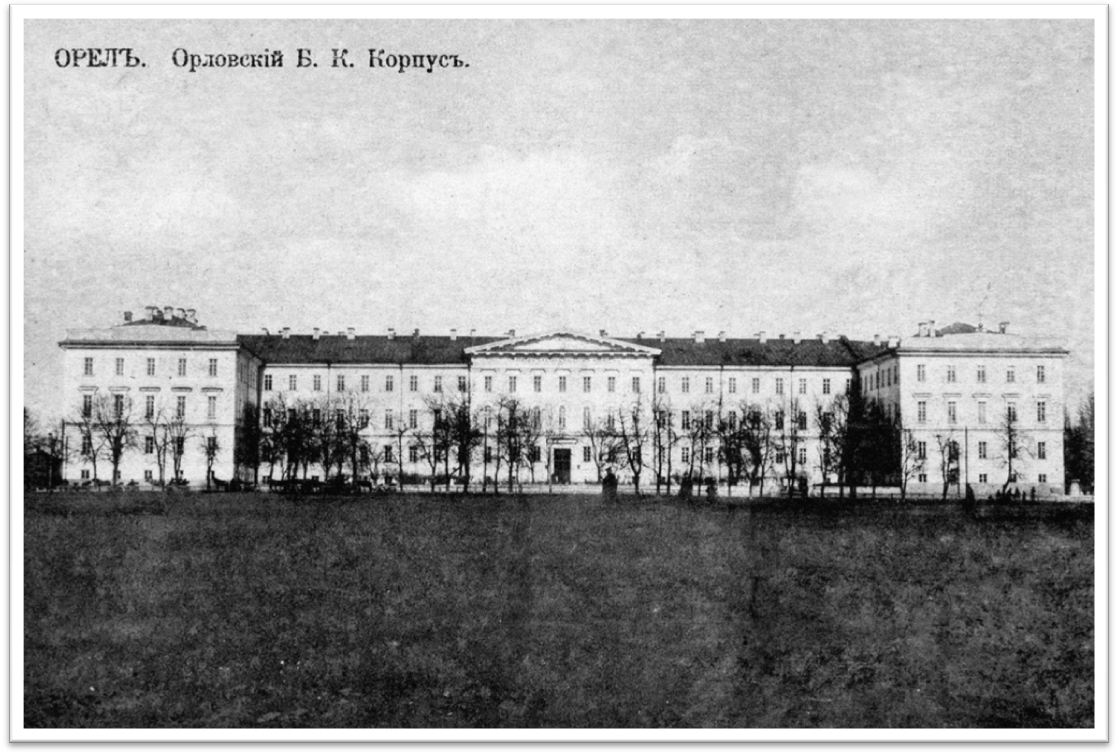
Le corps des cadets en 1900.

Le corps des cadets d'Oriol, de son nom complet corps des cadets Bakhtine d'Oriol  (Орло́вский Бахтина́ каде́тский ко́рпус), est un établissement militaire d'enseignement secondaire de l'Empire russe situé à Oriol en Russie, fondé en 1843 et supprimé en 1917. Il était réservé aux fils de la noblesse héréditaire, ainsi qu'aux fils d'officiers. 

## Histoire
En 1835, le colonel à la retraite Mikhaïl Bakhtine, propriétaire terrien à Koursk et à Oriol, fait don d'un capital de 1 500 000 roubles et d'un domaine de 2 700 paysans pour la fondation d'un corps de cadets à Oriol. Par un décret sur les établissements d'enseignement militaire du 31 décembre 1835, l'empereur Nicolas Ier accepte ce don « pour l'établissement d'un corps de cadets dans la ville d'Oriol, en l'appelant Bakhtine. » Par le même ordre, Bakhtine est promu général de division et reçoit l'ordre de Saint-Vladimir de IIe classe. 
En 1836, Bakhtine ajoute au capital de la donation son domaine familial de 1 469 âmes. Après cela, la médaille commémorative « Pour la bienveillance de la jeunesse », spécialement frappée en 1836, lui est décernée. 
Officiellement, le corps est fondé par un décret impérial du 1er mai 1843. Le corps des cadets d'Oriol ouvre avec cinq compagnies, dont quatre compagnies de combat censées être à Oriol et une cinquième, non classée, dans le corps de Toula. Chacune des compagnies comprenait 75 élèves, et il restait 25 postes pour les internes suivant les cours selon les moyens propres de leurs familles. L'enseignement dure six ans. 

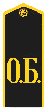
Épaulette des cadets d'Oriol.

Le corps des cadets d'Oriol était l'un des meilleurs établissements d'enseignement militaire de l'Empire russe, dans lequel étudiaient les enfants de familles nobles héréditaires et les enfants d'officiers ; au début du XXe siècle, plus de la moitié de ses élèves étaient orphelins d'officiers de l'armée russe. Pour leur admission, les garçons devaient montrer leur capacité à lire et à écrire, ainsi que connaître les quatre règles de l'arithmétique. 
L'école comprenait de magnifiques salles de classe pour l'époque, un gymnase, un réfectoire, une boulangerie, des ateliers de production pour la formation des cadets, une infirmerie. La bibliothèque possédait des éditions antiques offertes par des résidents reconnaissants d'Oriol et des provinces voisines. 
Lors de la visite du bâtiment en septembre 1845, le tsarévitch Alexandre Nikolaïevitch compara l'ordre et la propreté du bâtiment avec le palais impérial. 
Une attention particulière était portée au personnel enseignant du corps, qui était  sélectionné par concours et après un entretien exigeant. Le rôle des officiers-éducateurs, affectés au service sur recommandation de l'état-major général, était extrêmement important: 
« «L'officier-éducateur devait avoir des inclinations pédagogiques, posséder de l'endurance, de la justesse, une culture générale et une humanité élevées. Sa tâche était la plus noble: enseigner aux cadets le travail acharné, l'honnêteté, les bonnes mœurs, le dévouement à la patrie et à l'Église orthodoxe, l'obéissance, le respect des parents, l'amour du prochain. Parmi les commandements des cadets, l'on plaçait en premier lieu le sentiment de camaraderie et de fraternité, le désir de ne pas envier la vie des autres, par la médiation, l'aversion pour la fatalité, la prise en charge des cadets plus jeunes en tant que frères, la capacité de supporter les épreuves. »
Une grande attention était accordée aussi à l'entraînement physique. Les cadets devaient faire de l'athlétisme, de la gymnastique, de l'escrime et devaient apprendre à danser dans le but de se comporter le mieux possible dans la société aux bals et aux réceptions. Les cadets maîtrisaient en plus la serrurerie, la menuiserie et d'autres métiers de ce genre. 
Il y avait dans les environs du sud d'Oriol un camp d'été appelé « Botanica » où les élèves, qui ne pouvaient pas retourner en vacances chez eux, pouvaient passer l'été. Ils faisaient des excursions dans les alentours guidés par leurs éducateurs, visitaient des villes de Russie dans le but éducatif d'y voir les musées, les monuments, etc. Le but de ces voyages a été étendu ensuite aux autres élèves. Ils apprenaient la photographie, le dessin, et faisaient des croquis.   
Le corps des cadets d'Oriol est supprimé en 1917. Plus tard on installe dans ses bâtiments l'école soviétique du travail n° 8.

## Directeurs

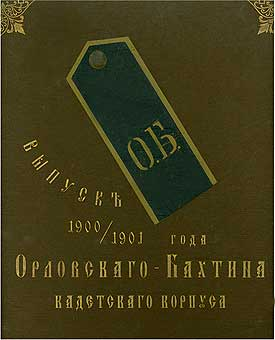
Promotion 1900-1901 du corps des cadets d'Oriol.

- 1843-1854 — colonel (puis général-major) Sergueï Tinkov
- 1854-1863 — général-major (lieutenant-général en 1859) Vladimir Vichniakov
- 1863-1867 — général-major Dmitri Bouchène
- 1867-1872 — général-major Grigori Chtcherbatchiov
- 1872-1884 — général-major Vladislas Tchigarev
- 1884-1902 — général-major Nikolaï Svetlitski
- 1902-1905 — colonel Valerian Lobatchevski[2]
- 1905-1917 — général-major Robert-Adolf Lüther[3]

## Anciens élèves
- Dmitri Chtcherbatchiov (1857-1932), général de la Première Guerre mondiale et des Armées blanches
- Nikolaï Dorochevitch (1879-1918), dernier commandant du régiment des grenadiers de la garde
- Boris Doudorov (1882-1965), amiral
- Nikolaï Iounakov (1871-1931), général de l'armée ukrainienne en 1920
- Dmitri Parski (1866-1921), général passé au service des bolchéviques
- Vassili Pokotilo (1856-1919), général
- Sergueï Stepniak-Kravtchinski (1851-1895), révolutionnaire
- Andreï Zaïontchkovski (1862-1926), général qui se mit au service de l'armée bolchévique

## Source de la traduction
- (ru) Cet article est partiellement ou en totalité issu de l’article de Wikipédia en russe intitulé « Орловский Бахтина кадетский корпус » (voir la liste des auteurs).